# Roybon
Roybon település Franciaországban, Isère megyében. Lakosainak száma 1103 fő (2022. január 1.). Roybon Viriville, Saint-Pierre-de-Bressieux, Varacieux, Bessins, Chasselay, Chevrières, Marnans, Montfalcon, Murinais, Saint-Appolinard, Valherbasse és Saint Antoine l’Abbaye községekkel határos.

## Népesség
A település népessége az elmúlt években az alábbi módon változott:
| Lakosok száma | 1487 | 1220 | 1269 | 1283 | 1328 | 1229 | 1157 | 1132 | 1123 | 1103 |
|               | 1968 | 1982 | 1990 | 2006 | 2013 | 2015 | 2017 | 2019 | 2020 | 2022 |